# Lee Soo-nam
Lee Soo-nam (koreanisch 이수남 / 李秀男; * 2. Februar 1927 in Seoul; † 8. Januar 1984) war ein südkoreanischer Fußballspieler.

## Karriere
Er war Teil des Kaders der südkoreanischen Nationalmannschaft bei der Weltmeisterschaft 1954 und kam hier bei der 0:7-Niederlage gegen die Türkei zum Einsatz. Danach gewann er mit seiner Mannschaft zudem noch die Erstaustragung der Asienmeisterschaft bei der Ausgabe 1956.
Er war ab 1962 als Schiedsrichter aktiv.